# Angela Dwyer
Angela Dwyer (Angela Dwyer-Deekeling; * 1961 in Palmerston North) ist eine Malerin. Geboren und aufgewachsen in Neuseeland, lebt und arbeitet sie seit 1984 als bildende Künstlerin in Berlin.

## Leben und Wirken
Angela Dwyer wurde 1961 in Palmerston North in Neuseeland geboren. Sie besuchte im Jahr 1978 das Art Conservation in Dunedin, wo sie Kunst und Restauration studierte. Von 1979 bis 1981 erlangte sie an der Otago School of Fine Arts in Dunedin das Diplom. Sie studierte 1983 an der australischen Monash University Gippsland School of Visual Arts in Melbourne, Victoria. Seit 1984 gehört sie zur Berliner Kunstszene. In den Jahren 2009 bis 2010 hatte sie eine Gastprofessur an der Akademie der bildenden Künste in München und von 2013 bis 2014 war sie Dozentin für Gestaltung am Institute of Design Berlin.
Ihre Malereien bestehen hauptsächlich aus quadratischen Formen in grell leuchtenden Farben, die mit Pinsel und Spachtel aufgetragenen wurden. Ihre Arbeiten auf Papier folgen ebenfalls dem Patchwork-Muster, unterbrochen von Schriftzügen in deutscher oder englischer Sprache, geschrieben mit Tusche oder Tinte. Angela Dwyer stützt ihre Kunst auf die Formenwelt der Maori und Künstler wie Giovanni Giacometti, Jackson Pollock, Tony Cragg und Eugène Leroy und in der Literatur auf William S. Burroughs, Elfriede Jelinek und Ezra Pound sowie auf Nick Cave aus dem popkulturellen Bereich.
Angela Dwyer ist die Mutter der Schauspieler Alice Dwyer (* 1988) und Jordan Dwyer (* 1996).

## Ausstellungen (Auswahl)
- 1982: City Limits Gallery, Wellington
- 1983: Switchback Gallery, Churchill, Victoria, Australien
- 1984: In the Heart, Zyndikat Galerie, Berlin
- 1995: Neue Bilder, Volker Diehl, Berlin[7]
- 1997: I shall require a boot, Galerie Großkinsky & Brümmer, Karlsruhe
- 2000: Up, Down, Inside, Out, Galerie Großkinsky & Brümmer; Karlsruhe
- 2001: Chthonic, Galerie Volker Diehl, Berlin[4]
- 2004: Irregular Squares, Galerie Volker Diehl, Berlin[8]
- 2006: Let me take you somewhere Galerie Volker Diehl, Berlin New Paintings;[9] Galerie Königsblau, Stuttgart
- 2008: Girls, Dogs, Falling Cities, Galerie Volker Diehl, Berlin[10]
- 2013: Farbe Raum Farbe, Georg Kolbe Museum, Berlin[2]
- 2016: Er-hebung Galerie Born, Berlin[11]
- 2020: Solid Shapes, GALERIE BORN, Berlin[12]